# Egalisieren
Unter Egalisieren versteht man einen speziellen Prozess in der Verpackung und Zusammenstellung von Waren. Bei der Erstellung eines Gebindes oder einer Umverpackung aus mehreren einzelnen Packungen wird mit Hilfe des Egalisierens versucht, ein vorgegebenes Zielgewicht zu erreichen. Dieses Zielgewicht gilt es möglichst effizient zu erreichen (BWL: Optimierung im Operations Research).
Insbesondere findet das Egalisieren Anwendung bei der Verpackung von „naturgewachsenen“ Produkten, wie beispielsweise Käse, Fleisch, Geflügel, Fisch, Obst. Diese Produkte haben generell variable Gewichte und sollen möglichst effizient und genau in eine Charge mit vorgegebenem Fixgewicht sortiert werden.
In Absatzmärkten mit starker Bedeutung von Discounter-Ketten, wie z. B. Deutschland, findet das Egalisieren immer stärkere Anwendung. Lieferanten dieser Discounter müssen bei großem Preisdruck Fixgewicht-Kartons liefern. Um möglichst genaue und gewichtskonforme Packungen aus variabel gewichtigen Einheiten zu erzeugen, werden bei der Verpackung Sortiersysteme zur Berechnung der Inhalte benutzt. Mit mathematischen Sortieralgorithmen meist aus der Kombinatorik (Kombinatorische Optimierung) werden die Inhalte bestimmt.
Diese Anlagen verwenden das Egalisieren zur Bestimmung der zusortierten einzelnen Produkte.